# James Lind
James Lind, född 4 oktober 1716 i Edinburgh, död 1794 i Gosport, var en skotsk marinläkare. Han upptäckte att skörbjugg kunde förebyggas med C-vitaminrika citrusfrukter. Som marinläkare var han en pionjär, då han inte endast försökte lappa ihop och lindra plågorna för redan skadade och insjuknade flottister. I stället verkade han ihärdigt för förebyggande åtgärder; förbättrad hygien och - inte minst - C-vitaminrik citrusfrukt.

## Tidiga år
1731 blev Lind lärjunge vid College of Surgeons i Edinburgh. Han blev 1739 biträdande fartygskirurg och tjänstgjorde på fartyg som seglade i Medelhavet, Guinea, Västindien och Engelska kanalen.

## Experiment med sex olika kosttillskott
1747, när han var fartygskirurg ombord på HMS Salisbury, utförde han experiment för att klarlägga orsaken till skörbjugg, som gav symptom i form av tandlossning, blödande tandkött och blödningar. Då skörbjuggen vid denna tid skördade fler sjömäns liv än egentliga stridshandlingar, var det naturligt att Lind började söka medel att förhindra den.
Lind kände till den tyske läkaren J. F. Bachstroms skildring från 1734 av en epidemi av skörbjugg som utbröt i den polska staden Toruń under en belägring år 1703. Bachstrom hävdade där att sjukdomen helt orsakades av brist på färska grönsaker. Även liknande händelser i andra belägrade städer var bekanta, och Lind trodde på teorin om kostens betydelse.
Lind valde 12 sjömän från Salisbury,  som just hade löpt in till Edinburghs hamn, som alla uppvisade likartade symptom på skörbjugg: sårigt tandkött, små blåmärken, slöhet och svaga knän. Han delade upp dem i sex par. Under experimentet bodde de på samma sätt och fick alla vattvälling med socker till frukost och färsk lammbuljong och kokt skorpa med havre och russin på dagen. Därutöver fick de något av de sex olika kosttillskott som Lind ville undersöka; en quart cider, 25 droppar vitriolelixir (alkohol, svavelsyra, ingefära och kanel), 2 skedar vinäger, en halv pint havsvatten, två apelsiner och en citron, eller "tandköttssirap" (vitlök, senapsfrö och rädisa i Peru-balsam och myrragummi) ochhavrevatten syrat med tamarindfrukt. 
Det visade sig mycket övertygande att behandlingen med citrusfrukter var överlägset bäst. De patienter som fick detta var helt arbetsföra efter sex dagar. Näst bäst var cider: de männen var på bättringsvägen, då försöket avbröts efter fjorton dagar. Alla de övriga tillskotten var helt utan effekt. 
Att citrusfrukter, bland annat i form av limejuice, kunde ha en positiv effekt på skörbjugg var redan känt. Linds experiment visade dock definitivt att citrusfrukter var överlägsna de andra behandlingar som påstod bota skörbjugg. Kommendörkapten James Cook anammade den nya idén och förlorade mycket riktigt inte en enda man i skörbjugg under sin stora världsomsegling på 1770-talet. Dessa resultat ledde dock inte till några omedelbara förändringar inom flottan i övrigt. Det kom att ta mer än 40 år efter Linds experiment innan en officiell order från amiralitetet angav att brittiska flottans fartyg skulle förses med citronjuice. När detta infördes försvann skörbjuggen nästan helt från flottan.

## Efter flottan
1748 tog Lind avsked från flottan och tog en civil läkarexamen vid Edinburghs universitet. Vid denna tid fanns en tydlig åtskillnad mellan fältskärer å ena sidan, som fick en praktisk kirurgutbildning, och universitetsutbildade medicinare å den andra. Parallellt med arbetet i flottan hade Lind studerat medicin.
1753 publicerade han A Treatise of the Scurvy och 1757 An Essay on the Most Effectual Means of Preserving the Health of Seamen in the Royal Navy, som belyste de undermåliga levnadsförhållandena och den dåliga dieten ombord. 1758 blev han läkare vid marinlasarettet i Haslar i Gosport.
Han lämnade även andra viktiga bidrag till en förbättrad hälsa hos sjömännen. Han propagerade för regelbunden avlusning för att få bukt med tyfusen, ett annat av dåtidens gissel, rekommenderade särskilda sjukhusskepp i de tropiska hamnarna (för att förebygga bland annat dysenterismitta) och att skeppen borde utrustas med anläggningar för destillation av havsvatten, så att man alltid hade tillgång till friskt dricksvatten.
Denne James Lind förväxlas ibland med en annan läkare vid namn James Lind (1736–1812) som var livläkare hos Georg III.